# Universidad de al-Azhar de Gaza
La Universidad de al-Azhar de Gaza (en árabe: جامعة الأزهر بغزة‎) es una institución de enseñanza superior palestina, pública, sin ánimo de lucro e independiente. Durante la Primera Intifada, el líder palestino Yaser Arafat promulgó un decreto en septiembre de 1991 para crear una universidad nacional palestina. Se inauguró el 18 de octubre de 1991 en un edificio de dos plantas, con 725 estudiantes matriculados en dos facultades: la Facultad de Educación y la Facultad de Sharía y Derecho (actual Facultad de Derecho).
En noviembre de 2023, las instalaciones de la universidad fueron destruidas por los bombardeos israelíes sobre Gaza durante la guerra entre Israel y Gaza de ese año.

## Historia
Abrió sus puertas en 1991 con sólo dos facultades: la Facultad de Educación y la Facultad de Sharía y Derecho (actual Facultad de Derecho). En 1992, se crearon cuatro facultades: Farmacia, Agricultura y Medio Ambiente, Ciencias y Artes y Ciencias Humanas, seguidas de la Facultad de Ciencias Económicas y Administrativas.
La Facultad de Ciencias Médicas Aplicadas se creó en otra etapa del desarrollo de la universidad, en 1997, para satisfacer las necesidades sanitarias de la comunidad palestina. En 1999 se inauguró la Facultad de Medicina, filial de la Facultad de Medicina palestina de la Universidad Al-Quds-Abu Dis, como primera facultad médica de la Franja de Gaza.
La Facultad de Ingeniería y Tecnología de la Información se puso en marcha en 2001 para mantenerse al día de los nuevos conocimientos y tecnologías. En 2007 se abrió la Facultad de Odontología para mejorar la atención sanitaria bucodental de la comunidad palestina. La Facultad de Sharía se reabrió como facultad independiente en 2009.
En 2015 se inauguró el edificio Rey Hassan II de Ciencias Medioambientales y Agricultura en el nuevo campus de la zona de Al-Mughraqa. La construcción de este edificio fue financiada por el rey Mohamed VI de Marruecos. Dos edificios, el auditorio y la Facultad de Artes y Ciencias Humanas, fueron financiados por el Fondo Saudí para el Desarrollo, anexándose al nuevo campus de Al-Mughraqa.

## Facultades
- Facultad de Agricultura y Medio Ambiente
- Facultad de Ciencias Médicas Aplicadas
- Facultad de Letras y Ciencias Humanas
- Facultad de Odontología
- Facultad de Ciencias Económicas y Administrativas
- Facultad de Ingeniería y Tecnología de la Información
- Facultad de Educación
- Facultad de Derecho
- Facultad de Medicina
- Facultad de Farmacia
- Facultad de Ciencias
- Facultad de la Sharía